# Ашофф, Людвиг
Карл А́льберт Лю́двиг А́шофф (нем. Karl Albert Ludwig Aschoff, 10 января 1866[…], Берлин — 24 июня 1942[…], Фрайбург-им-Брайсгау) — известный немецкий патологоанатом и основатель научной школы, профессор патологической анатомии Гёттингенского (1894), Марбургского (1903) и Фрайбургского (1906—36) университетов.

## Биография
Людвиг Ашофф разработал учение о собственной проводящей системе сердца, открыл (совместно с японским исследователем Сунао Таварой) у основания перегородки предсердий скопления своеобразно дифференцированных кардиомиоцитов — предсердно-желудочковый (атриовентрикулярный) узел, который был назван в их честь «узел Ашоффа — Тавары».
Изучал патологическую анатомию ревматического миокардита, открыл и описал специфическую ревматическую гранулёму («узелки Ашоффа»).
Исследовал патогенез туберкулёза, обнаружил и описал патологически изменённые участки легких (в пределах ацинуса или дольки), представляющие собой инкапсулированные петрификаты или очаги творожистого некроза, которые получили название «очаги Ашоффа — Пуля».
В ходе морфологических исследований желчекаменной болезни открыл и описал дивертикулёз желчного пузыря, получивший эпоним «синусы Ашоффа — Рокитанского».
Также исследовал и опубликовал фундаментальные работы по патогенезу аппендицита, язвы желудка и двенадцатиперстной кишки и т. д.

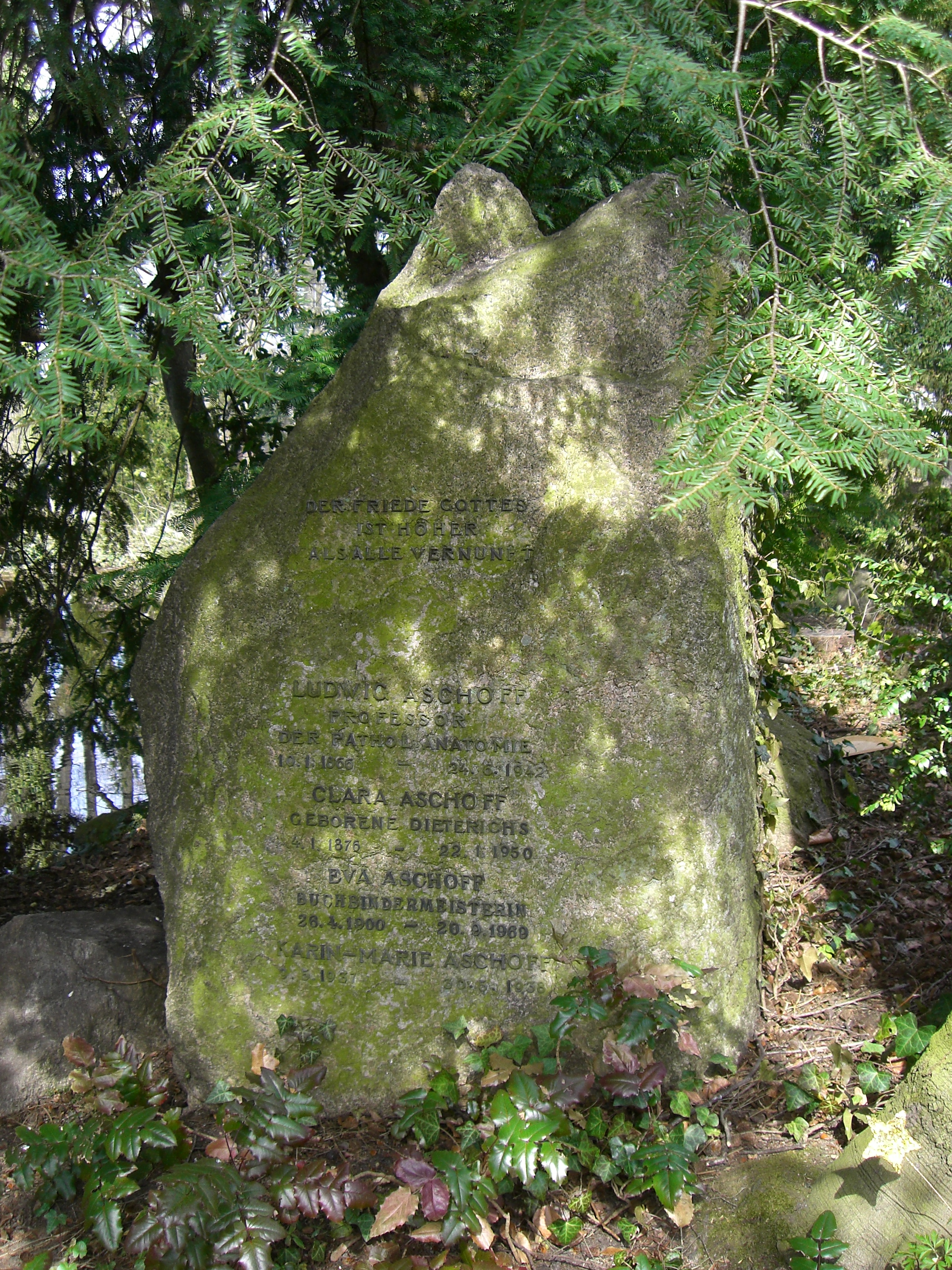
Могила Людвига Ашоффа во Фра́йбурге-в-Бра́йсгау